# Obžaloba

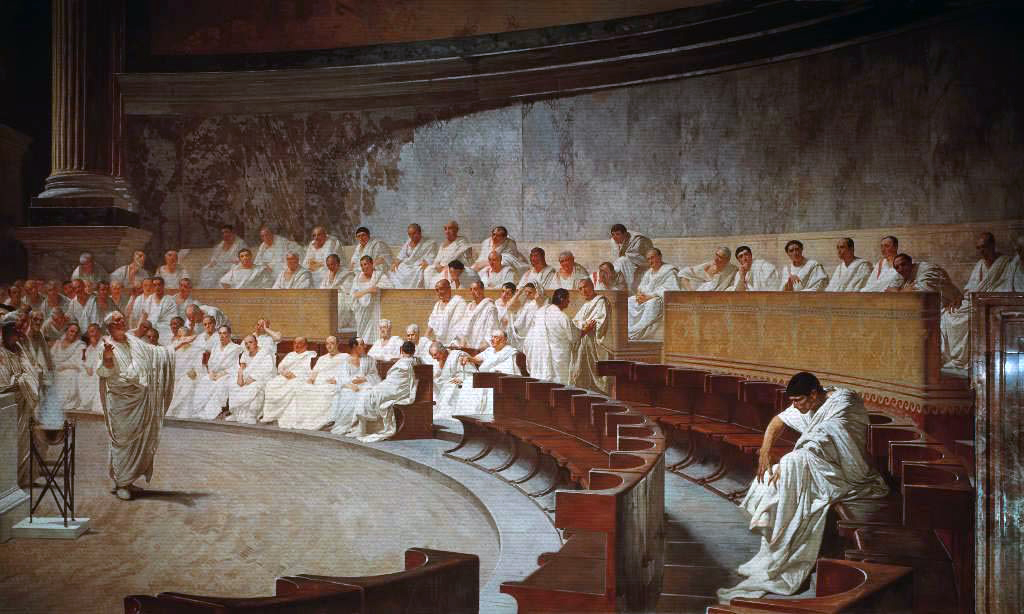
Cicero v senátu obžalovává Catilinu. Obraz (freska) Cesara Maccariho z roku 1899 v italském senátu, Palazzo Madama, Řím.

Obžaloba je v trestním řízení rozhodnutím svého druhu, kterým je na základě výsledků přípravného řízení postaven obviněný před soud. Pojem obžaloba někdy bývá rovněž používán k označení státního zástupce (dříve prokurátora), který jako veřejný žalobce v postavení procesní strany před soudem obžalobu zastupuje. Při kontradiktorním pojetí trestního řízení je trestní soudní proces chápán jako druh určitého sporu strany obžaloby a strany obhajoby, k jehož rozhodnutí je povolán soud.

## Podání obžaloby
V České republice podle aktuálně účinného trestního řádu obžalobu může podat pouze státní zástupce, jestliže výsledky vyšetřování dostatečně odůvodňují postavení obviněného před soud. K obžalobě se připojí spisy shromážděné v přípravném řízení a o jejím podání se vyrozumí obviněný, obhájce a poškozený, popř. poškození. Obžaloba je promítnutím obžalovací zásady, podle které je trestní stíhání před soudy možné právě pouze na základě obžaloby nebo návrhu na potrestání, které podává státní zástupce. Tím je garantováno oddělení rolí státu v trestním řízení mezi státní zastupitelství, které trestní stíhání před soudem iniciuje, a soud, který o věci nestranně a nezávisle rozhoduje. Z obžalovací zásady dále vyplývá, že soud může rozhodnout pouze o skutku, který je uveden v žalobním návrhu obžaloby, obžaloba může být podána jen pro skutek, pro který bylo proti obviněnému zahájeno trestní stíhání (sděleno obvinění).
Proti podání obžaloby nemůže obviněný brojit žádnými opravnými prostředky, o podané obžalobě musí soud rozhodnout. Státní zástupce může vzít obžalobu zpět až do doby, než se soud prvního stupně odebere k závěrečné poradě; po zahájení hlavního líčení tak může učinit jen tehdy, pokud obžalovaný netrvá na jeho pokračování. Zpětvzetím obžaloby se věc vrací do stadia přípravného řízení. V současné praxi jsou případy zpětvzetí obžaloby poměrně vzácné.

## Náležitosti obžaloby
Obžaloba musí obsahovat:
- označení státního zástupce a den sepsání obžaloby,
- jméno a příjmení obviněného, den a místo jeho narození, jeho zaměstnání a bydliště, popřípadě i jiné údaje potřebné k tomu, aby nemohl být zaměněn s jinou osobou,
- žalobní návrh, jehož součástí je:
  - přesné označení skutku, pro který je obviněný stíhán, s uvedením místa, času a způsobu jeho spáchání, popřípadě s uvedením i jiných skutečností, pokud je jich třeba k tomu, aby skutek nemohl být zaměněn s jiným a aby bylo odůvodněno použití určité trestní sazby,
  - uvedení, jaký trestný čin obžaloba v tomto skutku spatřuje, a to jeho zákonným pojmenováním, uvedením příslušného ustanovení zákonů a všech zákonných znaků,
- odůvodnění žalovaného skutku s uvedením důkazů, o které se toto odůvodnění opírá, seznam důkazů, jejichž provedení se v hlavním líčení navrhuje, a právní úvahy, kterými se státní zástupce při posuzování rozhodných skutečností řídil.

## Rozhodnutí o podané obžalobě
Pro soud není právní kvalifikace žalovaného skutku státním zástupcem závazná. Rozhoduje o daném skutku, který může posuzovat jako jiný trestný čin. Podanou obžalobu spolu s předloženými spisy soud nejprve přezkoumá z hlediska, zda poskytuje spolehlivý podklad pro další řízení, prověří, zda je k projednání věci příslušný, zda v přípravném řízení nedošlo k závažným procesním vadám, které nelze napravit v řízení před soudem, a zda byly v přípravném řízení objasněny základní skutečnosti, bez kterých nelze provést hlavní líčení a rozhodnout v něm.
Shledá-li pro to soud důvody, může nařídit předběžné projednání obžaloby, jinak ve věci nařídí hlavní líčení. Od nařízení hlavního líčení se pro obviněného používá označení obžalovaný.